# Helmut Heißenbüttel
Helmut Heißenbüttel född 21 juni 1921 i Rüstringen, död 19 september 1996 i Glückstadt, var en tysk författare.
Heißenbüttel deltog i andra världskriget och förlorade en arm i fälttåget mot Sovjetunionen 1941. Han studerade germanistik och konsthistoria i Dresden och Leipzig 1942-1945. Fram till 1959 arbetade han som förlagskonsulent och anställdes sedan vid radion i Stuttgart.
Han var en av medlemmarna i Gruppe 47.